# Phyllastrephus flavostriatus
Phyllastrephus flavostriatus là một loài chim trong họ Pycnonotidae.